# Allocosa tremens
Allocosa tremens este o specie de păianjeni din genul Allocosa, familia Lycosidae. A fost descrisă pentru prima dată de O. P.-cambridge, 1876. Conform Catalogue of Life specia Allocosa tremens nu are subspecii cunoscute.